# Берта Васкес
Біртукан Тібебе (Birtukan Tibebe), пізніше Берта Васкес (ісп. Berta Vázquez), 28 березня 1992, Київ) — акторка та співачка українсько-ефіопського походження, яка живе та працює в Іспанії.

## Біографія
Біртукан Тібебе народилася в Києві, мати за національністю українка, батько — ефіоп. У 3 роки Біртукан удочерила іспанська сім'я з іспанського міста та муніципалітету Ельче. З цим пов'язана зміна прізвища: Васкес — це прізвище її прийомної родини.
До 13-ти років займалась танцями (балет, хіп-хоп, бальні танці), а згодом почала співати. У 2013 році спробувала себе у шоу-бізнесі, беручи участь у відборі до другого сезону іспанської адаптації телевізійного шоу «Голос країни». Дійшла до відбіркового туру.
В 2014-му взяла участь у кастингу на роль в художньому фільмі «Пальми в снігу» (ісп. "Palmeras en la nieve") на основі бестселера Лус Габас (режисер — Фернандо Гонзалез Моліна). В результаті отримала роль Бісіли, гвінейки, що покохала іспанця Кіліана (Маріо Касас).
У 2015-му отримала роль у серіалі про в'язницю «Візаві» (ісп. "Vis a vis") телеканалу "Antena 3". Виконала роль Естефанії «Кучерявки» Кабіли, якій загрожує три роки в'язниці за крадіжку та побиття. Вона знімалась у серіалі майже півтора сезони.
В 2017 році знімалася у комедії «Закони термодинаміки» (ісп. "Las leyes de la termodinámica") режисера Матео Хільо в ролі Гелени, разом з нею знімаються Віто Санс, Чіно Дарін та Вікі Луенго. Світова прем'єра фільму відбулася 13 березня 2018-го.
Також брала участь у зйомках телесеріалу «Аварія» (ісп. "El accidente") для "Telecinco", виробництва "Globomedia", у 2017 році.

## Особисте життя
Зустрічалася з іспанським актором Маріо Касасом.

## Фільмографія
| Рік       |   | Українська назва       | Оригінальна назва             | Роль                                     |
| --------- | - | ---------------------- | ----------------------------- | ---------------------------------------- |
| 2022      | с | Ласкаво просимо в Едем | Bienvenidos a Edén            | Claudia                                  |
| 2018      | ф | Смолфут                | Smallfoot                     | Meechee (voz)                            |
| 2018      | ф | -                      | Las leyes de la termodinámica | Elena                                    |
| 2017      | ф | Lego Фільм: Бетмен     | Batman: La lego película      | Harley Quinn (voz)                       |
| 2017—2018 | с | -                      | El accidente                  | María Ndongala                           |
| 2016—2018 | с | -                      | Paquita Salas                 | Ella misma                               |
| 2015      | ф | Пальми в снігу         | Palmeras en la nieve          | Bisila                                   |
| 2015      | с | -                      | Vis a vis                     | Estefanía Kabila «Rizos» / Judith Kabila |

## Нагороди
- Премія Союзу акторів і акторок (ісп. Premios Unión de Actores y Actrices) за найкращу жіночу роль у фільмі «Пальми в снігу».
- Премія Ondas 2015: найкраща акторка (серіал Візаві (Antena 3)).
- Нагорода Paramunt Channel 2016 Awards: Найкращий прорив — серіал Візаві (Antena 3).